# Arrigo Cipriani
Arrigo Cipriani (Verona, 23 aprile 1932) è un imprenditore e scrittore italiano, proprietario dell'Harry's Bar di Venezia, fondato nel 1931 dal padre Giuseppe.

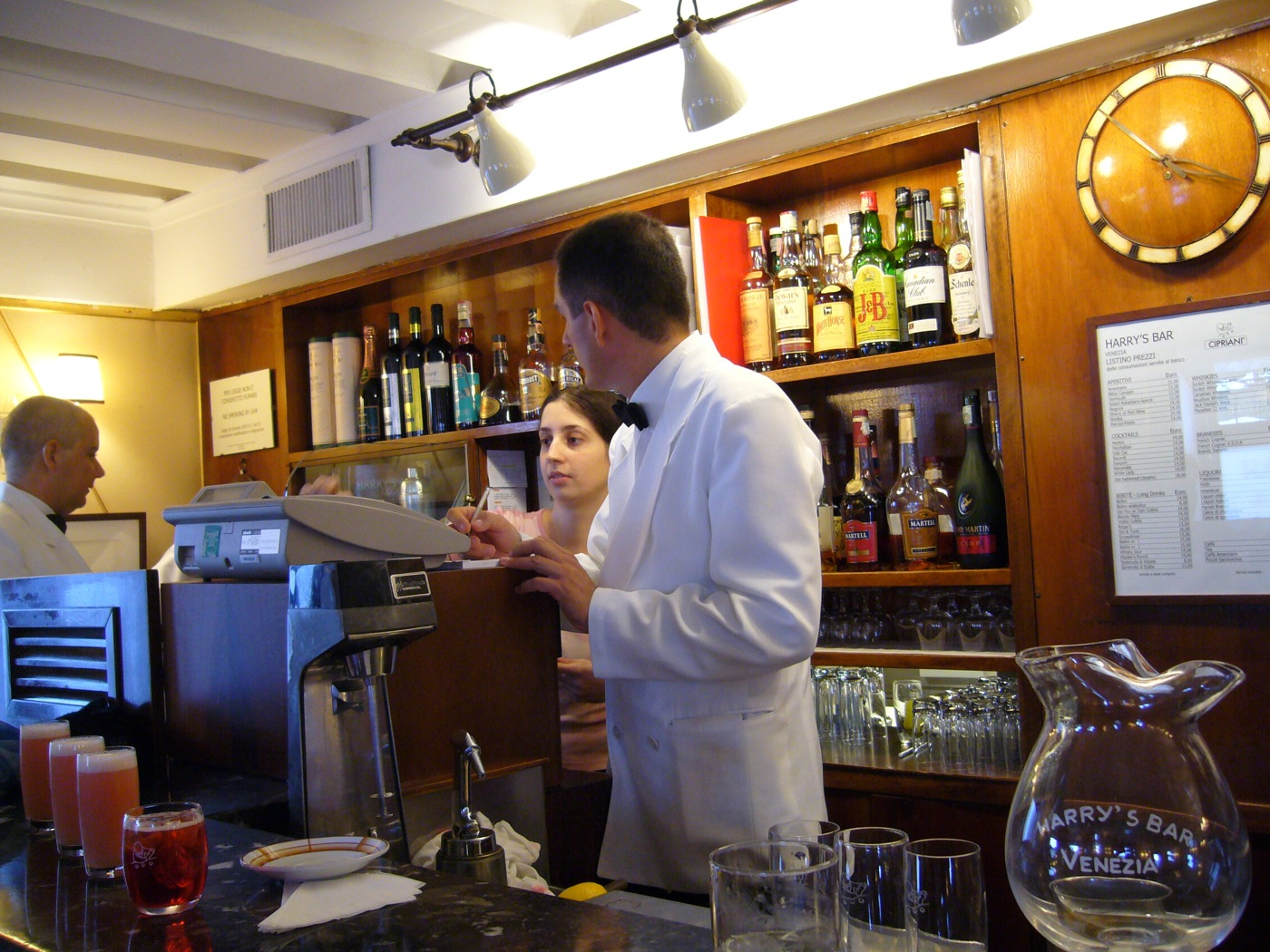
Interno dell'Harry's Bar

Nel 2016 ha ricevuto alla Camera dei deputati il Premio America della Fondazione Italia USA.

## Opere
- Elogio dell'accoglienza, Compagnia Editoriale Aliberti, 2017
- Non vorrei far male a nessuno, Milano, Feltrinelli, 2011 (Roman)
- Prigioniero di una stanza a Venezia, Milano, Feltrinelli, 2009 (Autobiografie)
- La leggenda dell’Harry’s Bar, Sperling & Kupfer 1997
- Anch’io ti amo, Baldini Castoldi Dalai, 1996 (Roman)
- Il mio Harry’s Bar, Sperling & Kupfer 1991
- Eloisa e il Bellini, Longanesi, 1986 (Roman)
- A tavola, 1984